# Ligne Lausanne – Renens
La ligne Lausanne – Renens est une ligne de chemin de fer industrielle longue de 4,51 km, à voie unique à écartement normal électrifiée en 15 kV monophasé à 16,7 Hz, reliant Lausanne à Renens.

## Histoire
Durant les années 1920, la ville de Lausanne crée la Société industrielle de Sébeillon- Lausanne (SISL) afin de développer le commerce et l'industrie à Lausanne. Cette société fait construire la gare de Lausanne-Sébeillon afin d'avoir un pôle logistique. La gare est inaugurée en 1927 en même temps que la ligne qui la raccorde au réseau de chemin de fer, aussi bien à Renens qu'à Lausanne. Dès son origine, la ligne est exclusivement affectée au trafic de marchandises et n'a jamais été utilisée pour le trafic voyageurs. À Sébeillon, se trouvait, jusqu'en 1971 des quais de transbordement pour transférer les marchandises provenant de la ligne Lausanne – Bercher à voie métrique vers le reste du réseau suisse à voie normale.
Avec le transfert des activités marchandises du LEB à la gare de Chavornay, puis avec l'abandon du service marchandises à la gare de Lausanne-Flon, la ligne perd de son attractivité, un centre logistique au cœur de Lausanne n'étant pas commode pour du ferroutage. Néanmoins, avec la création de l'usine d'incinération Tridel dans les hauts de Lausanne, l'ancien embranchement qui menait à la gare du Flon est utilisé pour raccorder l'usine au réseau ferroviaire et la ligne regagne en intérêt avec la circulation quotidienne de trains de déchets ménagers. 44 % des déchets ménagers sont amenés à l'usine par le train, ce qui représente 68 000 t en 2014.

## Parcours
La ligne part de la gare de Lausanne où elle emprunte les voies parallèles des lignes Lausanne – Genève et Lausanne – Biel/Bienne. Après être passé sous le pont de l'avenue de Tivoli, au point kilométrique 1,13, elle prend la bifurcation de Lausanne et rejoint la gare de Lausanne-Sébeillon après un court tronçon de 390 m. À cette gare, où sont présents de nombreux faisceaux de voies, se trouve l'embranchement industriel menant à l'usine d'incinération Tridel située dans les hauts de Lausanne. La voie continue et passe au-dessus de l'avenue du Chablais en empruntant le pont du Galicien, long de 147 m. Elle entame ensuite une longue pente de 25 ‰ en longeant successivement la patinoire de Malley puis le dépôt de Perrelet des TL. Au point kilométrique 3,79, elle arrive à la bifurcation de Renens VD-est où elle reprend le kilométrage de la ligne Lausanne – Genève. La ligne arrive jusqu'à la gare marchandises de Renens où elle se termine,.